# Nephrotoma globata
Nephrotoma globata är en tvåvingeart som beskrevs av Alexander 1951. Nephrotoma globata ingår i släktet Nephrotoma och familjen storharkrankar. Inga underarter finns listade i Catalogue of Life.